# Скелі Мьон Клінт
Скелі Мьон Клінт — прибережний та найвищий масив крейдяних скель Данії («Білі скелі» або «Клінт Мьону»). Він тягнеться на 6 км у довжину та виник 70 млн років тому і був колись дном моря. Порода складається переважно з решток вапняних раковин мікроскопічних водоростей, що населяли первісне море. Найвища точка, відома як Дроннінгестолен (Dronningestolen в перекладі із дан. — «Королівський престол»), досягає висоти 128 метрів над рівнем моря.

## Географія
Скелі Мьон Клінт знаходяться на південному сході Данії на острові Мьон, що в Балтійському морі. Площа крейдяних скель складає 8 км².

## Історія формування
Крейдяні скелі Мьон Клінт утворювалися під час останніх зледенінь у Європі, коли відбувався рух льодовикового щита, який просувався із Скандинавського півострову на захід сучасного Балтійського моря. Льодовик руйнував і деформував крейдяні відклади, що накопичились на дні моря зминав їх у складки. В кінці вюрмського льодовикового періоду льодовик відступив і таким чином сформував скелі Мьон Клінт на сході острова Мьон.

## Геологічна будова

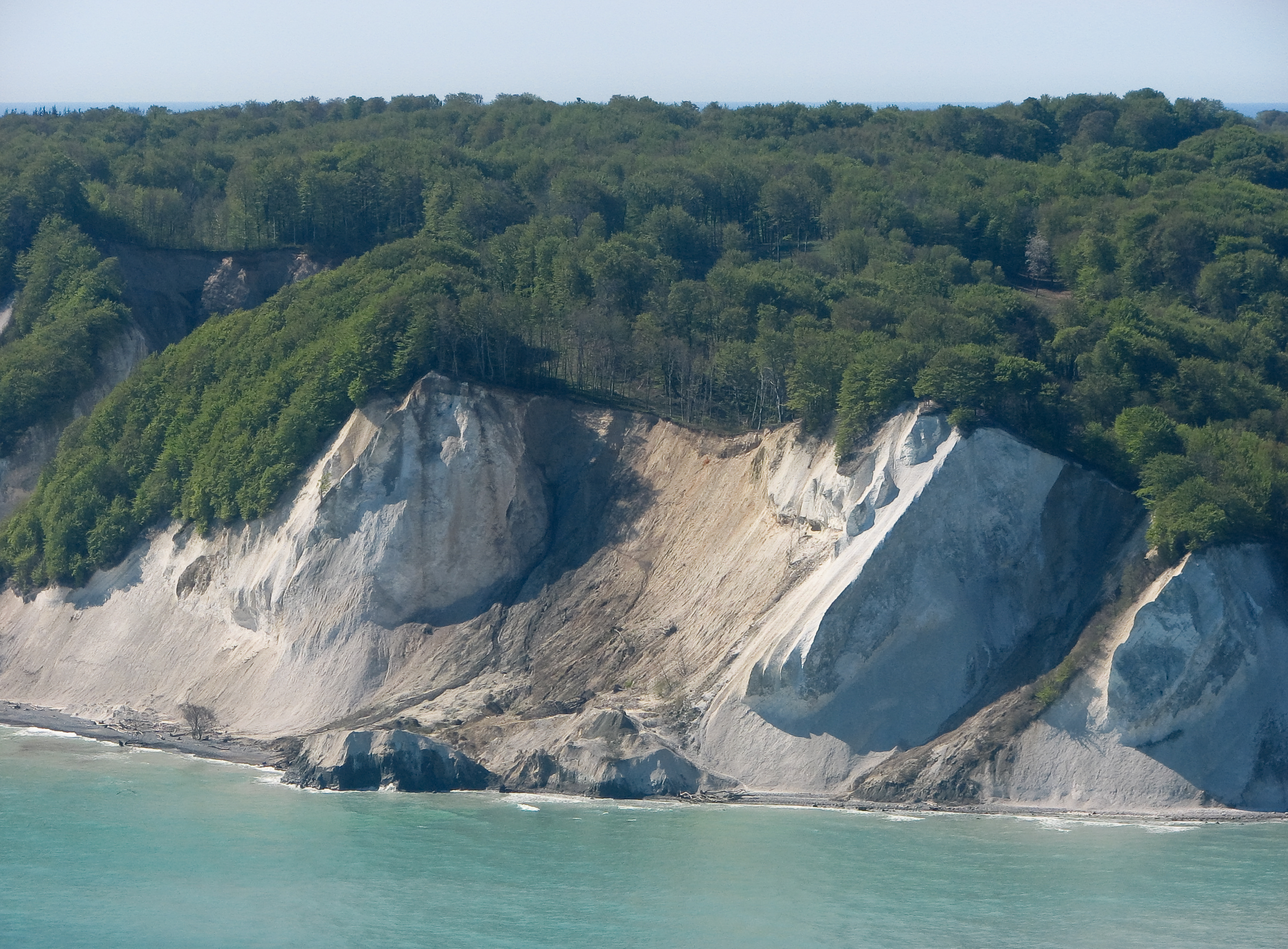
Наслідки зсуву «Талер» 2007 року

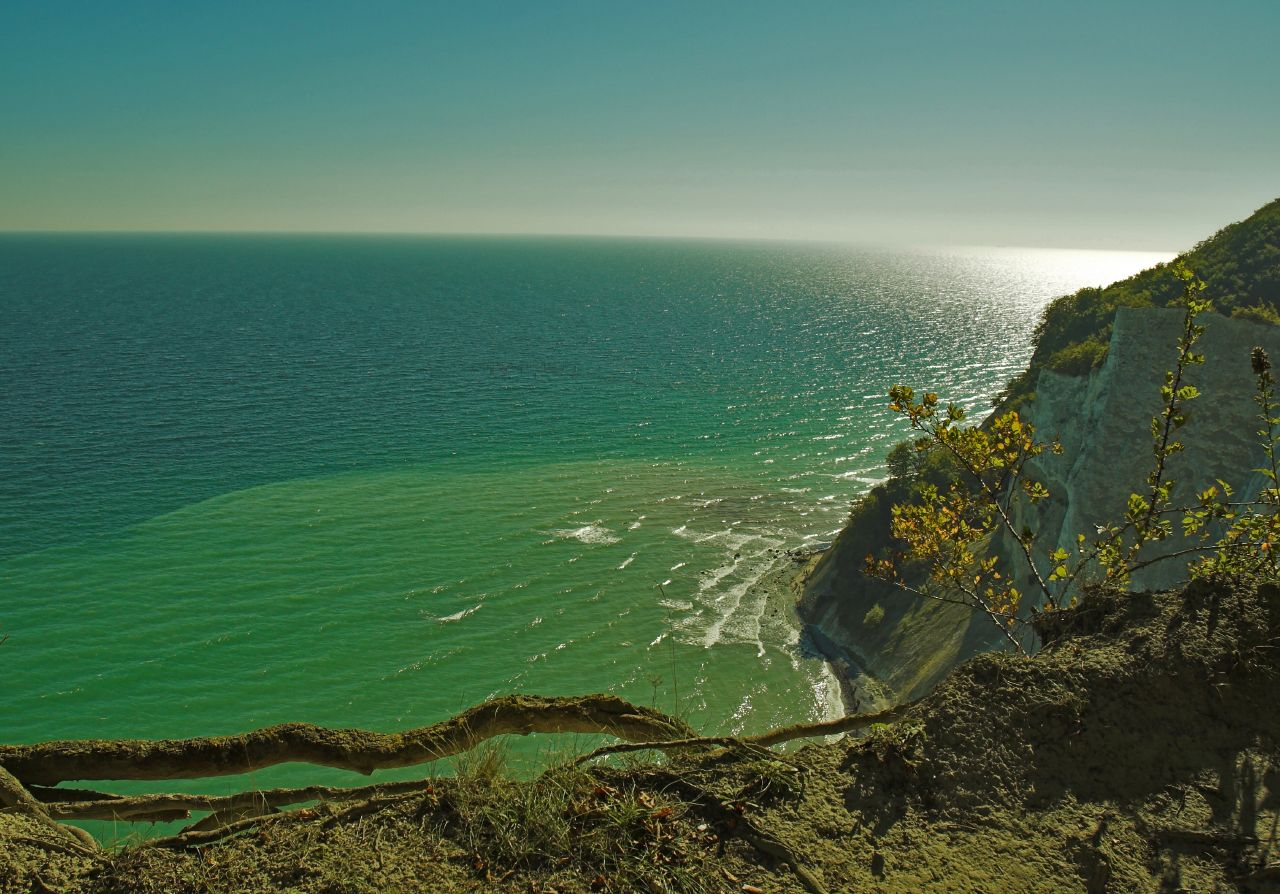
Ландшафт скель Мьон Клінт на фоні Балтійського моря

Скелі острову Мьон складені в основному із вапняку, що сформувався із планктонних організмів кокколітофоридів, що проживали в древніх морях крейдяного періоду мезозою (ранній маастрихтський ярус) та початку кайнозою (неоген). Їх вік вказує, що гірські породи скель Мьон Клінт утворились 70 млн.років тому. А відклади планктонних мікроорганізмів вказують, що сучасні крейдяні скелі в давнину були дном моря, яке входило до складу новоутвореної північної частини Атлантичного океану.
Крейдяні породи досить пухкі, мають пористість близько 50 %. Крейда містить багаті і, як правило, добре збережені скам'янілості та відбитки тогочасної фауни.
Подібні геологічні утворення спостерігаються і на інших островах Данії — Ханкліт, Сильструп, Морс та Фюр, а також у сусідній Німеччині на острові Рюген.

## Геоморфологія
Крейдяні скелі знаходяться на узбережжі Балтійського моря і піддаються сильному впливу руйнівної сили морських хвиль (абразії), ерозії та процесу утворення карсту. Цей вплив є визначальним чинником геоморфологічних змін і призводить до руйнування скель Мьон Клінт. Найвідомішим випадком руйнування скель був той, що відбувся в 2007 році. В цей час відбувся зсув «Талер» («Store Taler»), який сформував півострів довжиною 300 м.

## Ландшафт
Регіон скель Мьон Клінт знаходиться в районі широколистяних лісів, де переважною породою дерев є бук. На довколишніх територіях зростає рідкісна орхідея — зозулинець пурпуровий. Із тваринного світу можна зустріти метелика — синявку оріона. Зустрічаються гребінчасті тритони. Часто в даному районі спостерігали появу соколу-сапсана — найшвидшого птаха на планеті, який розвиває швидкість до 350 км/год. На узбережжі проживають баклани.

## Туризм
Щороку унікальну геологічну пам'ятку відвідує 250 тис. осіб.
Туристів приваблюють ключові об'єкти Мьон Клінт:
- Ліселундський замок, який знаходиться в північній частині скель, являє собою привабливу комбінацію невеликих будинків, ставків та газонів, побудованих Антуаном де ла Кальметтом для своєї дружини Елізабет наприкінці 18 століття.
- GeoCenter Мьон Клінт — геологічний музей, що знаходиться неподалік від вершин однойменних крейдяних скель. Музей пояснює геологію крейдяних скель і має виставки із скам'янілостей, які були знайдені в даних крейдяних породах.

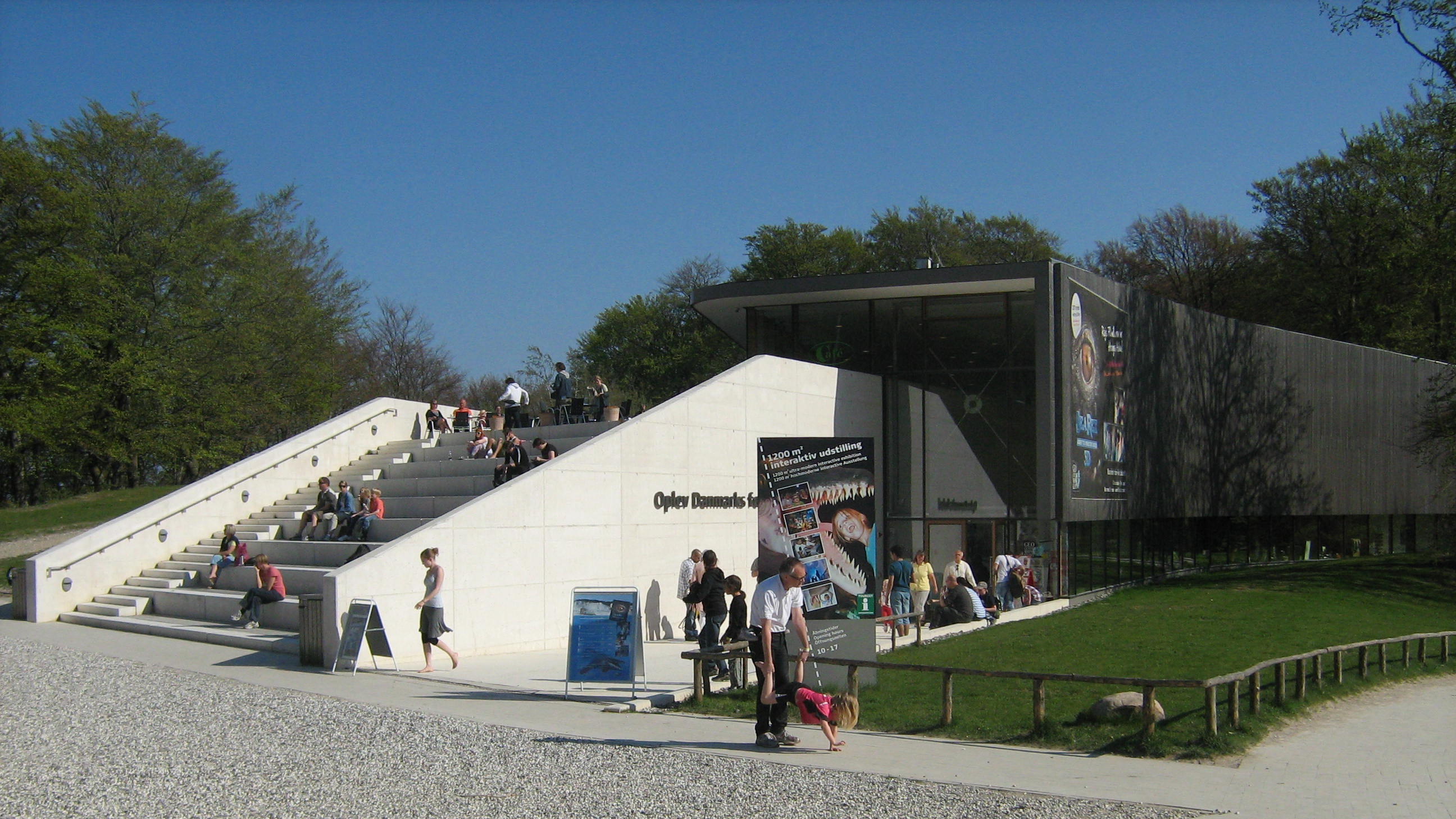
GeoCenter Мьон Клінт
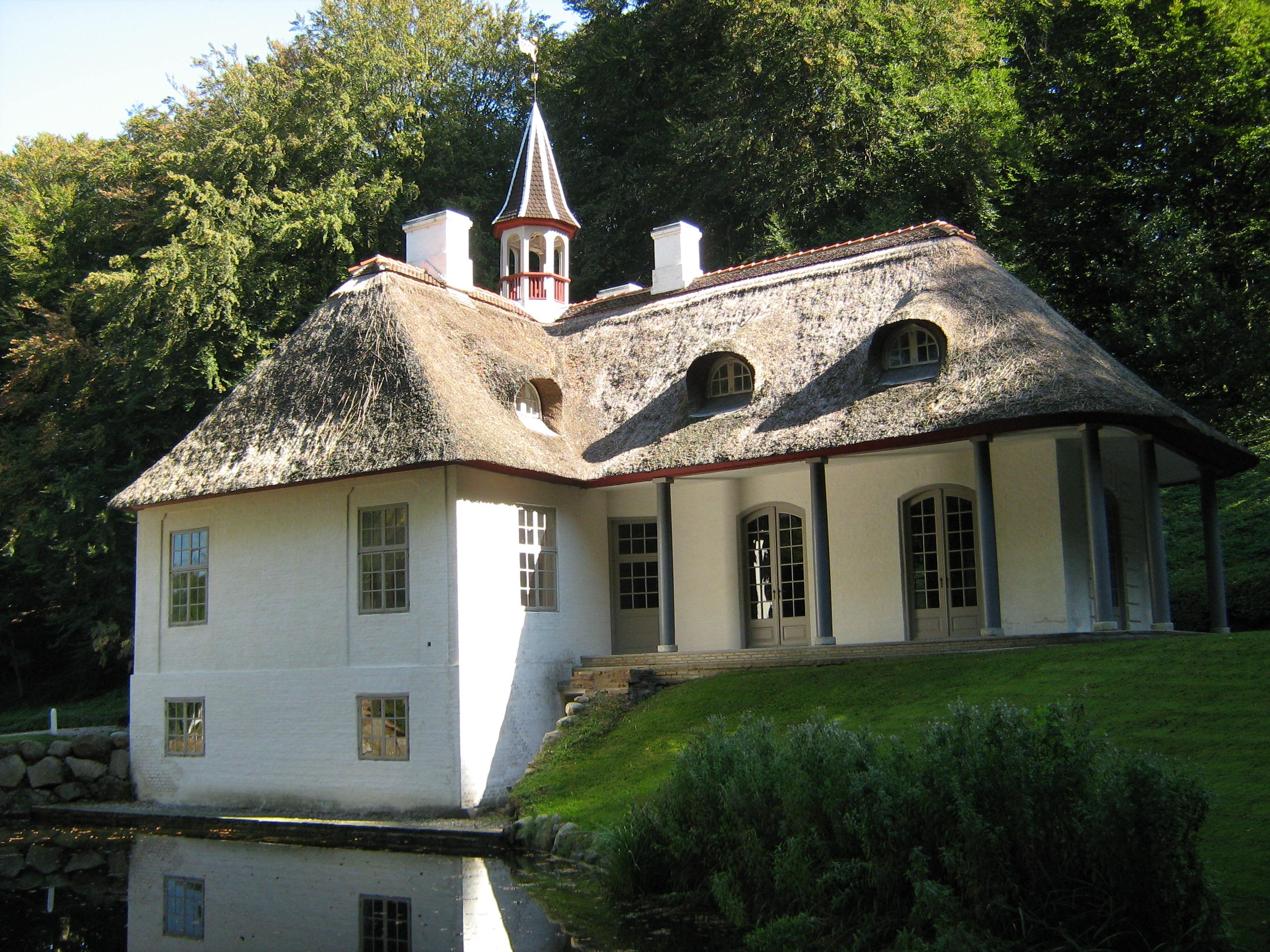
Ліселундський замок
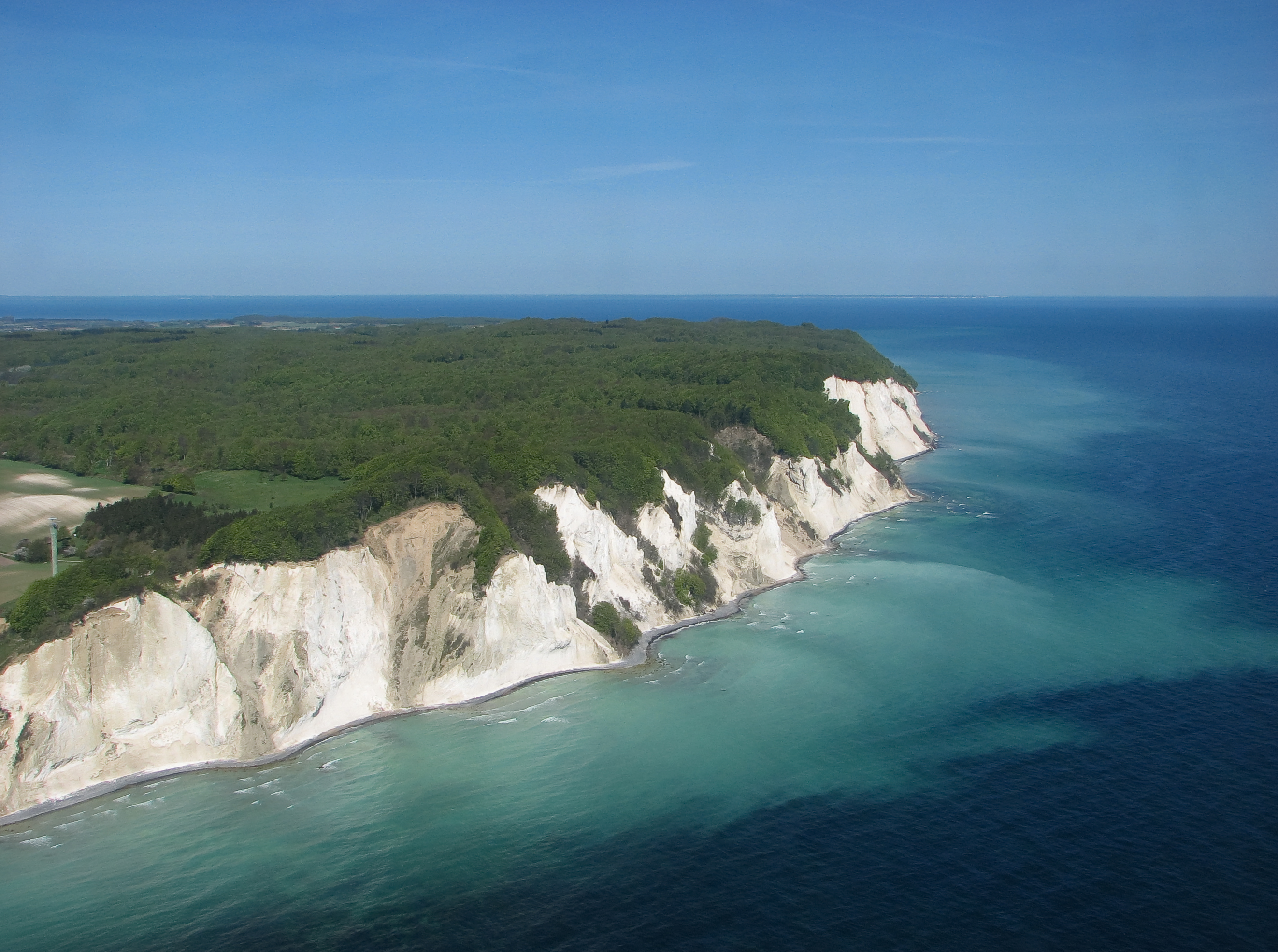
Панорама на скелі Мьон Клінт
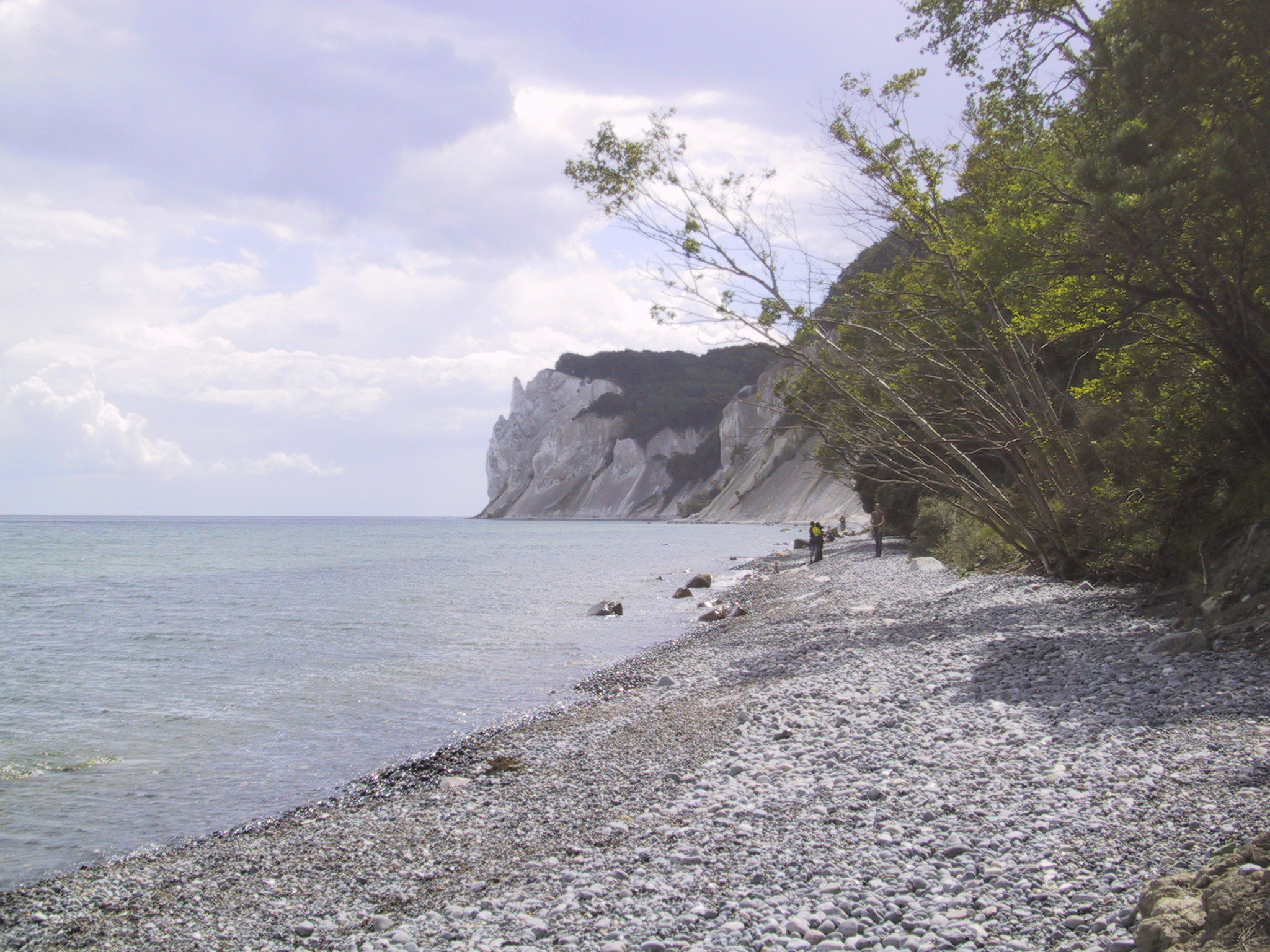
Узбережжя острову Мьон в районі скель Мьон Клінт
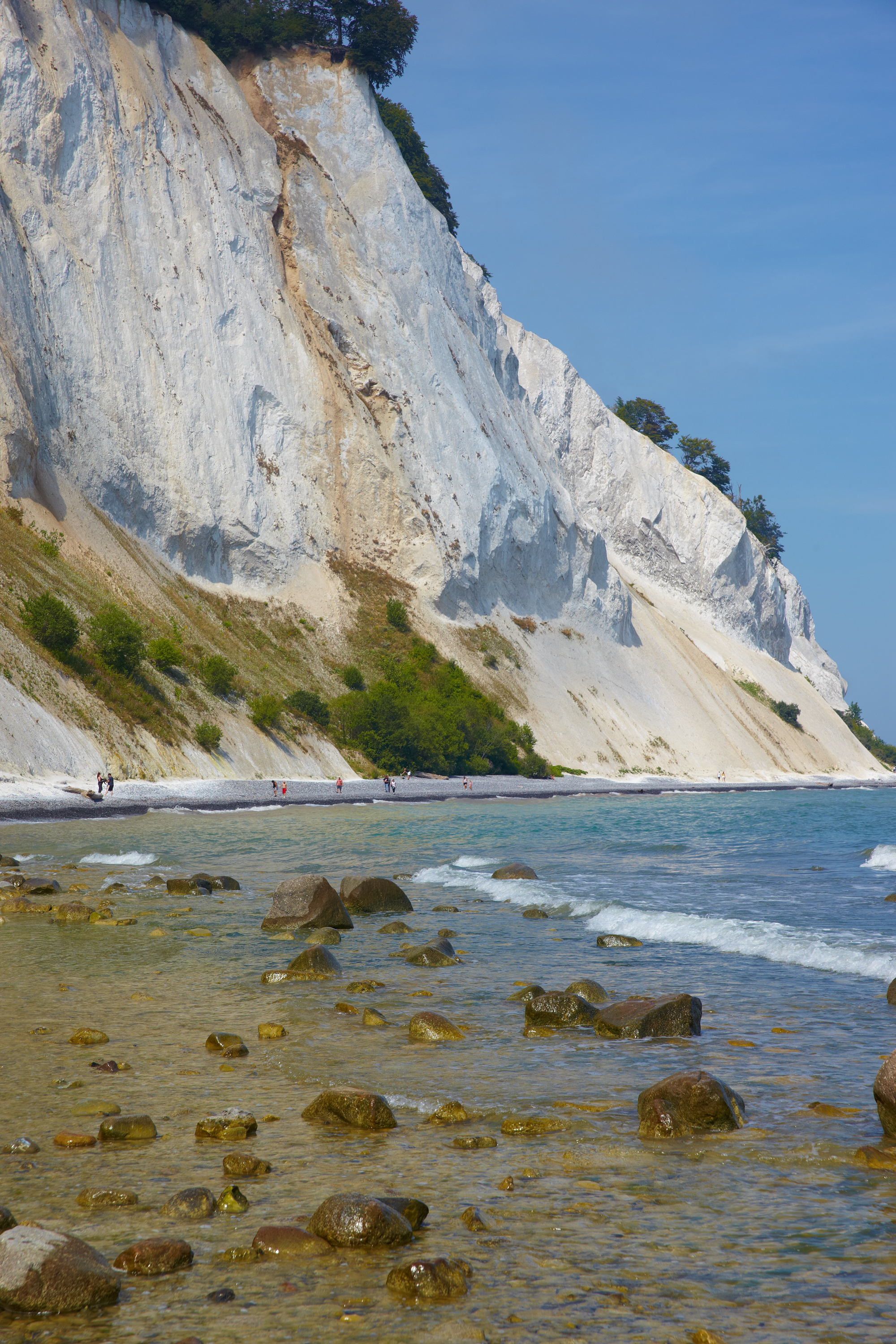
Вигляд на Мьон Клінт з боку узбережжя Балтійського моря
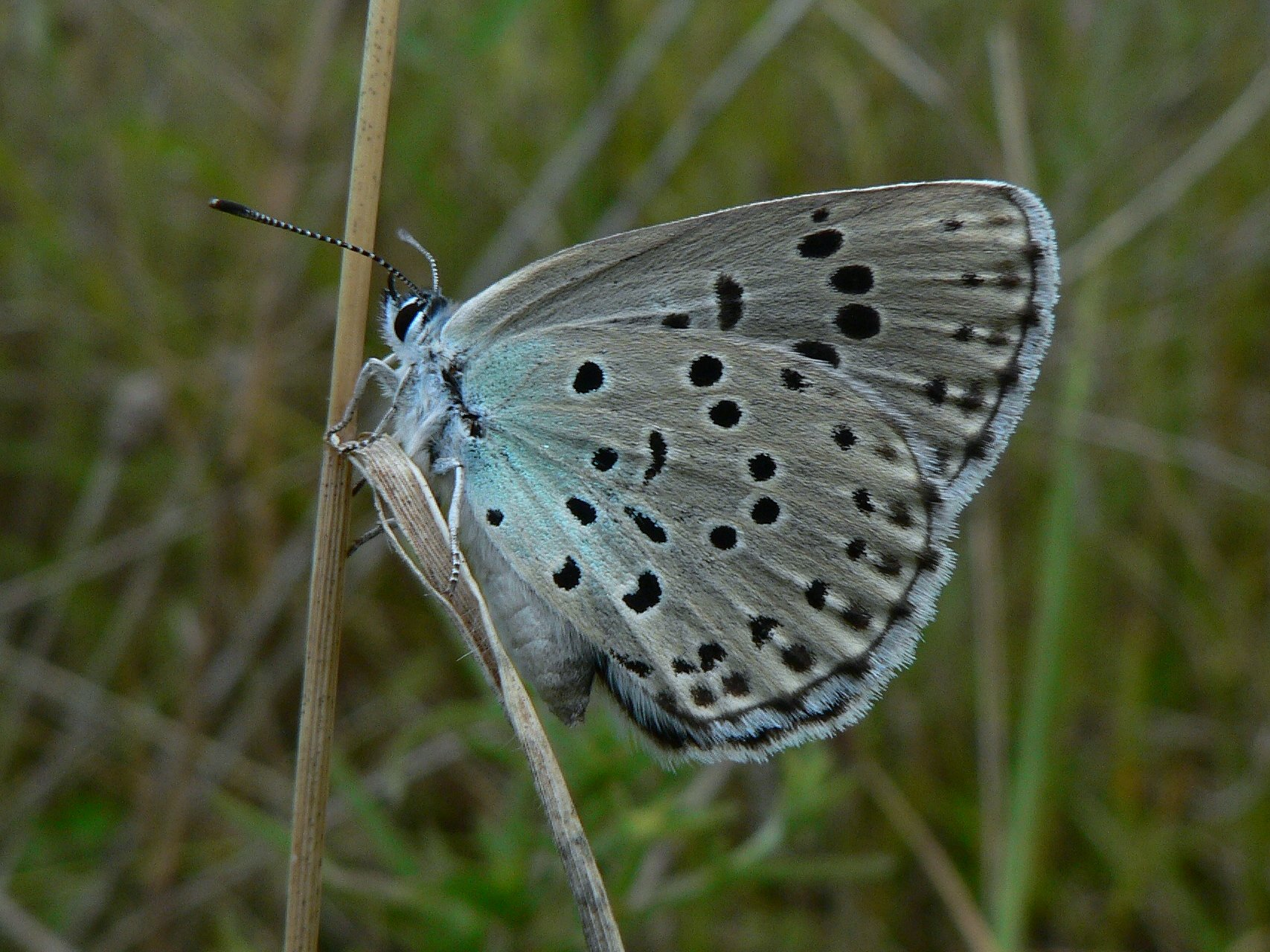
Місцевий метелик - синявка оріона
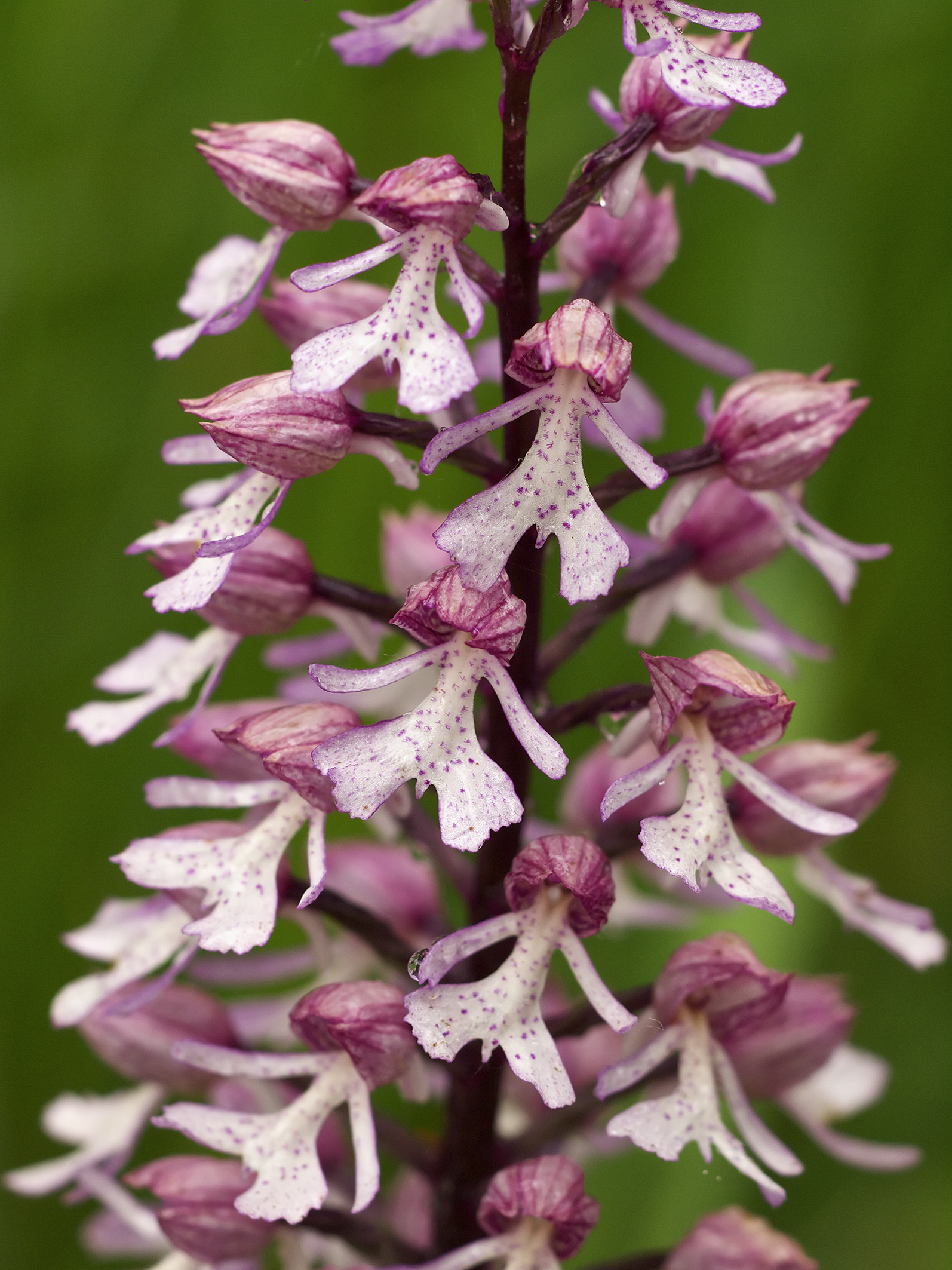
Рідкісний вид орхідей на скелях Мьон Клінт - зозулинець пурпуровий
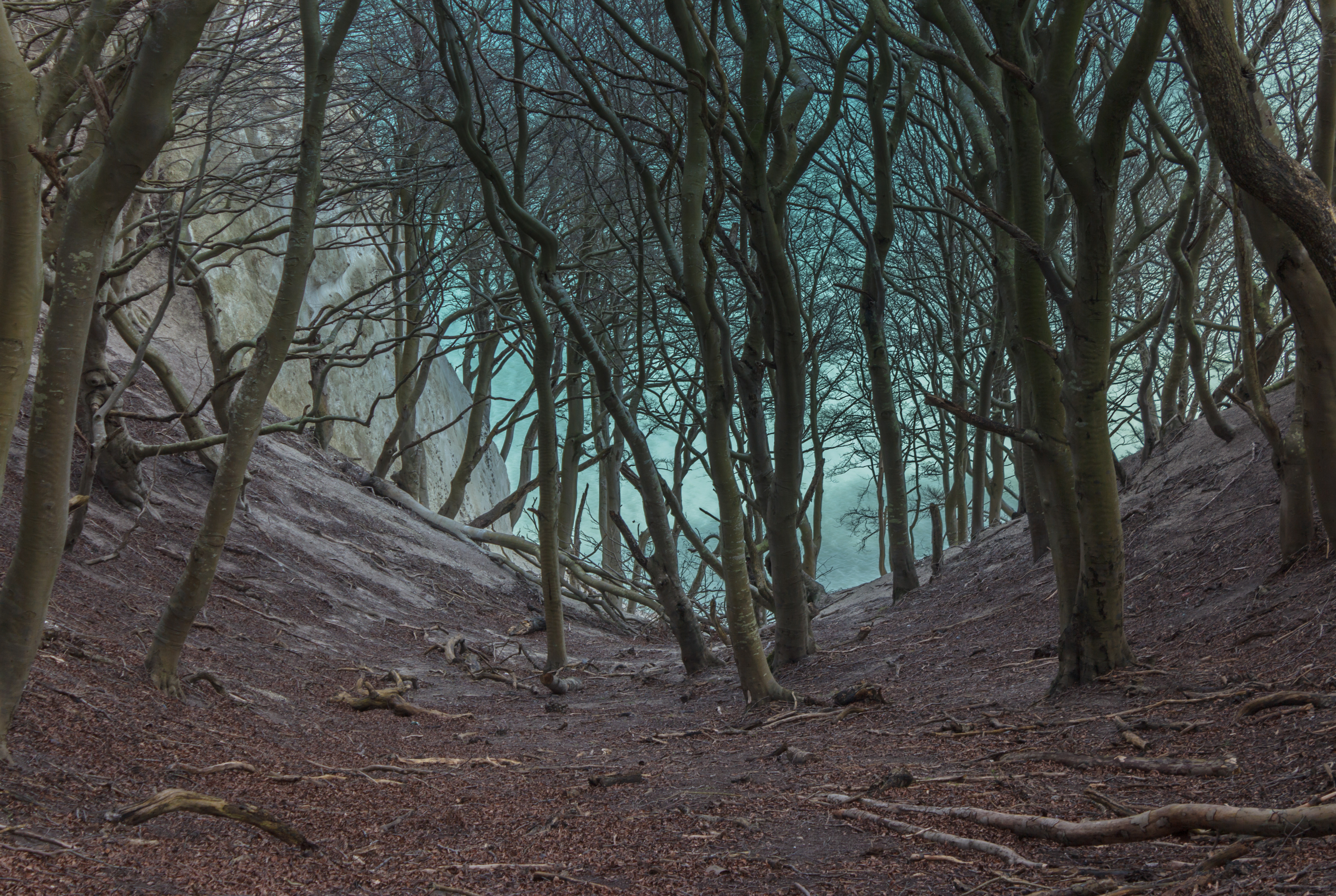
Букові ліси в районі скель Мьон Клінт
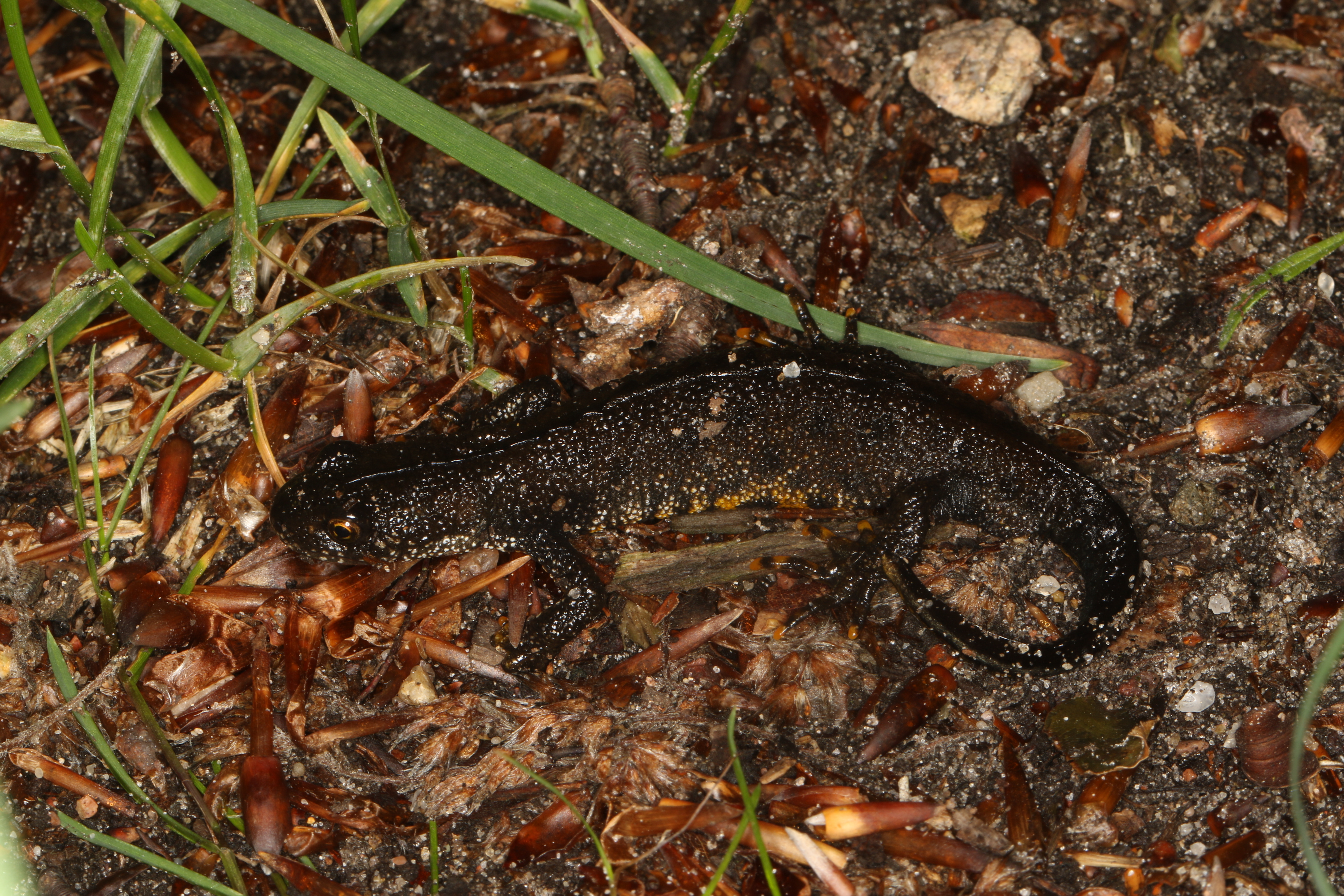
Гребінчастий тритон в районі крейдяних скель острову Мьон
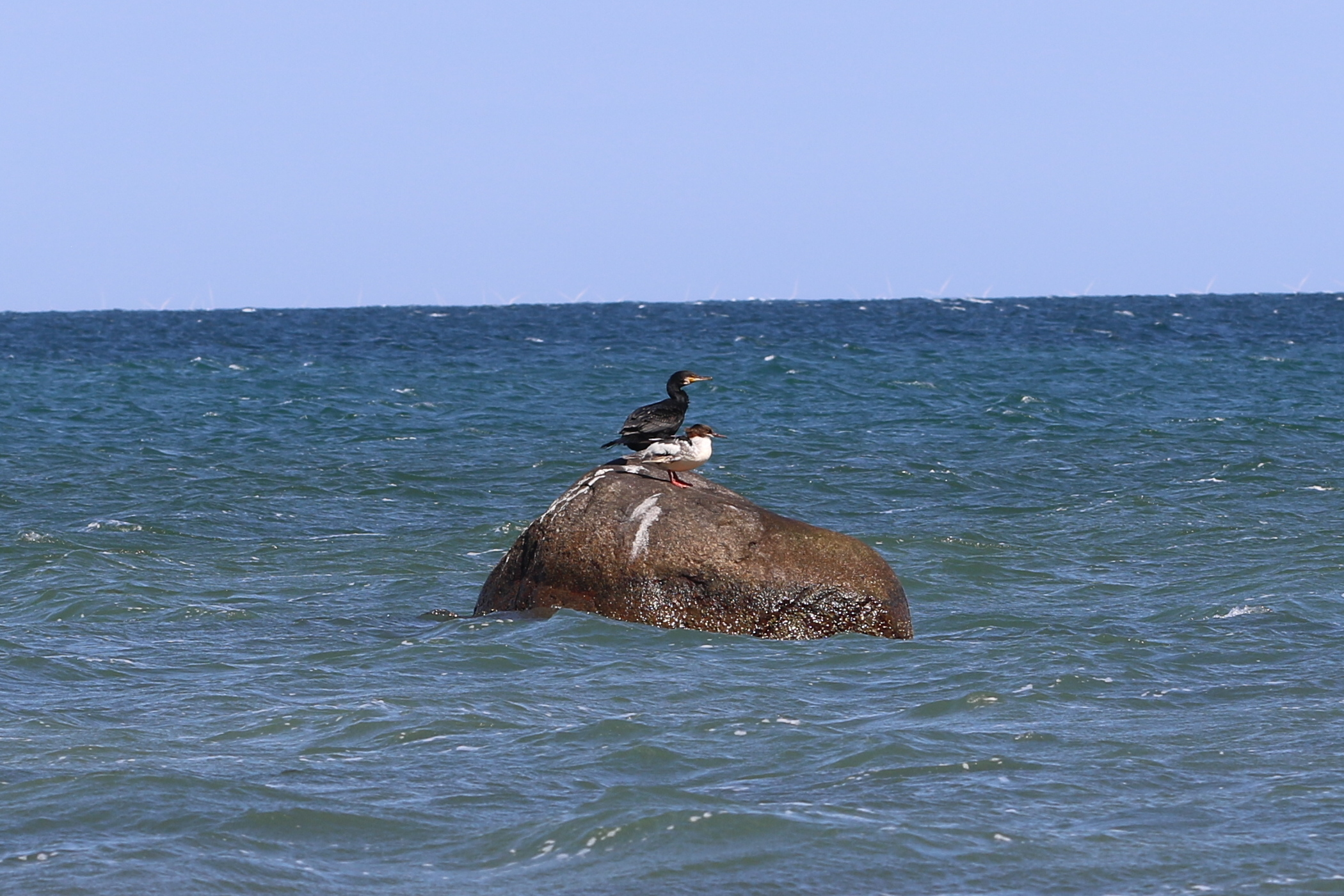
Баклани на узбережжі острову

## Мьон Клінт у живописі
Мальовничі пейзажі навколо скель надихнули багатьох данських живописців. Зокрема, таких як Пітер Крістіан Сковогард та Крістоффер Вільгельм Екерсберг, вони були одними із найвизначніших живописців «Данського золотого періоду» першої половини ХІХ століття.

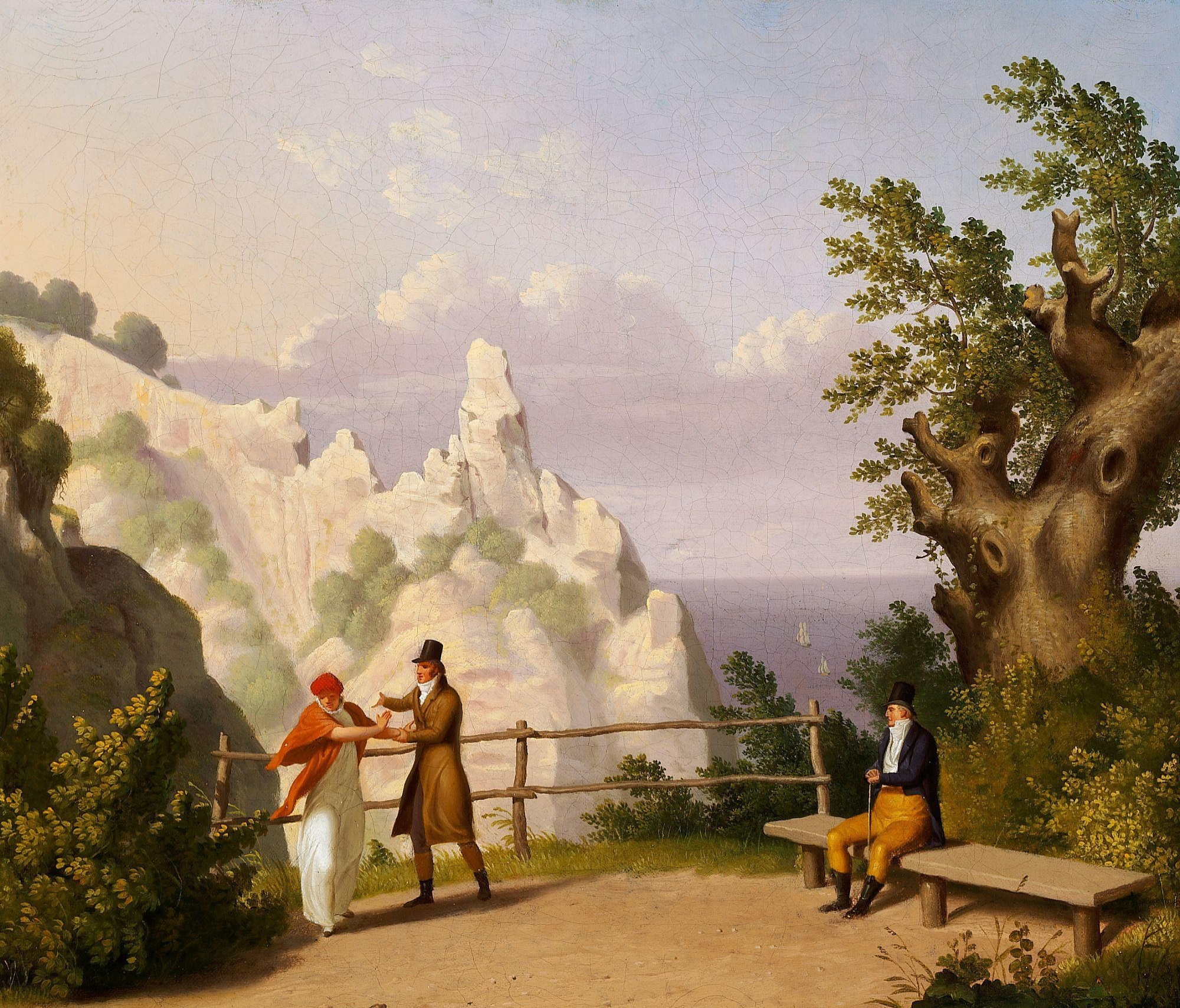
Крістоффер Вільгельм Екерсберг: "Вид на Мьон Клінт і Соммерспірте (1809 р.)"
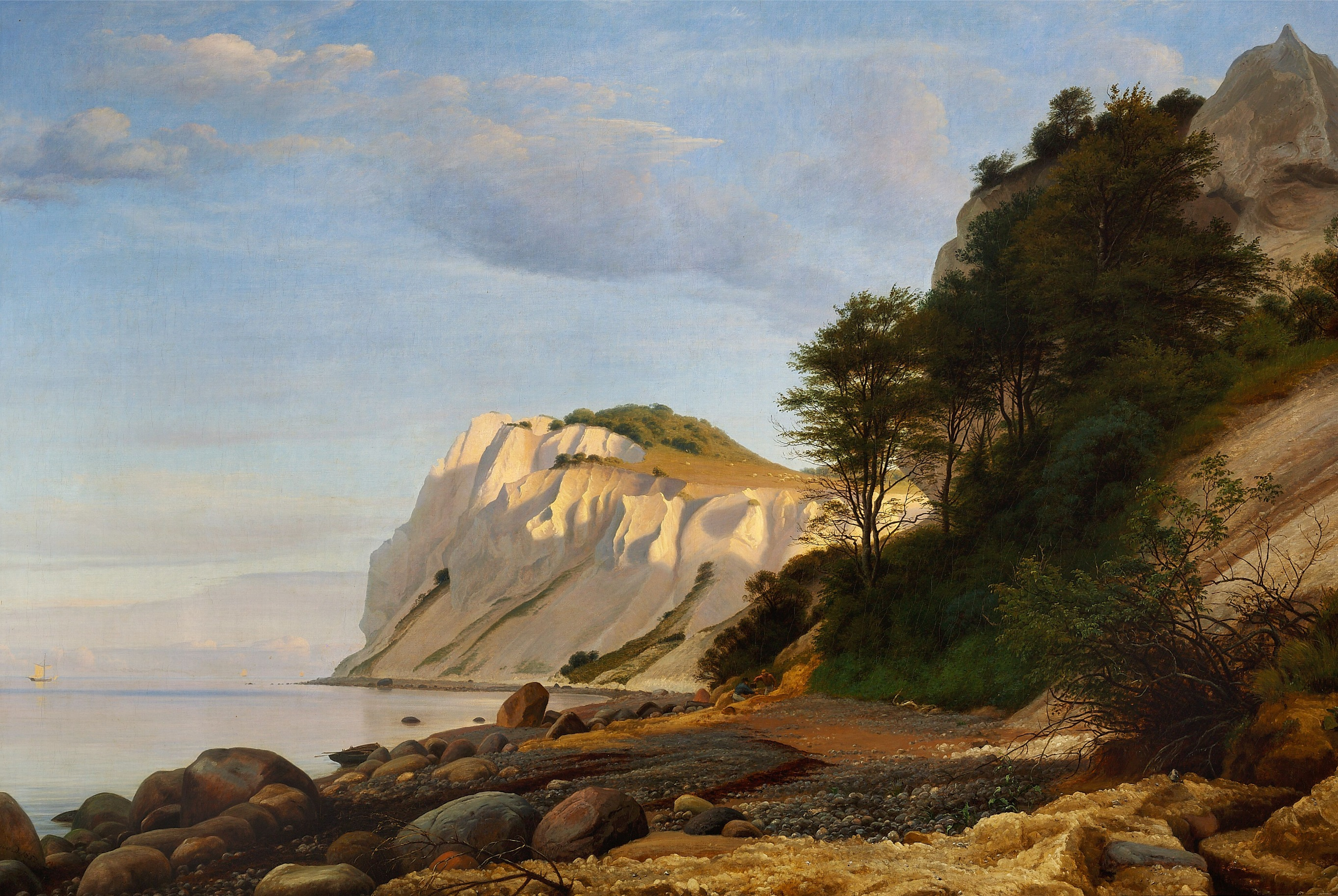
Пітер Крістіан Сковогард: "Вид на Мьон Клінт (олія, 1852)"